# Michał Kwiatkowski
Michał Kwiatkowski (født 2. juni 1990) er en polsk professionel cykelrytter, som kører for det professionelle cykelhold Ineos Grenadiers.
Kwiatkowskis bedste resultater er dels den individuelle VM-titel i landevejscykling 2014, som han vandt som 24-årig, samt VM i holdløb 2013 med hans daværende hold Omega Pharma-Quick Step.
Kwiatkowski betragtes som en stærk all-round rytter med evner inden for både sprint, enkeltstart og bjergkørsel.

## Meritter
2008
 Europæisk juniormester i landevejscykling
2009
2. etape, Slovakiet Rundt
2010
4. plads samlet, Szlakiem Grodów Piastowskich
2011
3. plads samlet, Tre dage ved Panne
3. plads samlet, Driedaagse van West-Vlaanderen
3. plads samlet, Tour du Poitou-Charentes
2012
Prologen, Driedaagse van West-Vlaanderen
2. plads samlet, Polen Rundt
2013
Polsk mester i landevejscykling
2. plads samlet, Volta ao Algarve
2014
Trofeo Deyá
Samlet vinder, 2. og 3. etape (ITT), Volta ao Algarve
Strade Bianche
Prologen, Romandiet Rundt
Polsk mester i enkeltstart
4. etape, Tour of Britain
 Verdensmester i landevejscykling
2015
Prologen, Paris–Nice
Amstel Gold Race
2016
E3 Harelbeke
2017
Strade Bianche
Milano-Sanremo
Polsk mester i enkeltstart
Clásica de San Sebastián
2018
Vinder samlet, Tirreno-Adriatico
Vinder samlet, Polen Rundt 2018
2020
18. etape, Tour de France
2022
Amstel Gold Race
2023
13. etape, Tour de France